# Nienke Sikkema
 (janvier 2019).
Si vous disposez d'ouvrages ou d'articles de référence ou si vous connaissez des sites web de qualité traitant du thème abordé ici, merci de compléter l'article en donnant les références utiles à sa vérifiabilité et en les liant à la section « Notes et références ».
Nienke Sikkema, née le 2 septembre 1933 à Amsterdam, est une actrice néerlandaise.

## Filmographie

### Cinéma et téléfilms
- 1958 : De gebroken kruik : Eva
- 1961 : De rinoceros : Daisy
- 1990 : Medisch Centrum West (nl) : La mère de Schapers
- 1991 : Bij nader inzien : Nicolien
- 1992-1994 : 12 steden, 13 ongelukken (nl) : Deux rôles (Corry et Lena de Groot)
- 1993 : Vrouwenvleugel (nl) : Gerda van Beusekom
- 1994 : Eindeloos leven : Mme van der Berg
- 1994-2000 : Goede tijden, slechte tijden : Mme Hertog-Boulanger
- 1995 : Bureau Kruislaan (nl) : Emmy Panhuis
- 1995-2006 : Baantjer : Mme De Cock
- 1996 : Oppassen!!! (nl) : Mme Walmink
- 2003 : Toen was geluk heel gewoon (nl) : La femme en contact au téléphone
- 2003 : Peter Bell 2 : La candidate au mariage
- 2007 : Stellenbosch (nl) : La petite amie de Anneke
- 2008 : Raaf Mixer : Oma Petunia
- 2009 : Jacco's film : Oma
- 2010 : Annie MG (nl) : Fiep Westendorp
- 2011 : Witse : Witse
- 2011 : Seinpost Den Haag (nl) : Oma van Kira
- 2013 : Malaika (nl) : Mme Post
- 2014 : Mees Kees op de planken (nl) : Mees Kees sur les étagères
- 2017 : B.A.B.S. (nl) : La femme en selfie
- 2017-2018 : Het geheime dagboek van Hendrik Groen (nl) : Mme Slothouwer